# Kiện tướng
Kiện tướng (tiếng Hàn: 굿보이; tiếng Anh: Good Boy) là một bộ phim truyền hình Hàn Quốc thuộc thể loại hành động, do Lee Dae-il biên kịch, Shim Na-yeon làm đạo diễn, với sự tham gia của các diễn viên Park Bo-gum, Kim So-hyun, Oh Jung-se, Lee Sang-yi, Heo Sung-tae và Tae Won-seok. Câu chuyện xoay quanh những cựu vận động viên thể thao, nay khoác lên mình bộ cảnh phục, bắt đầu hành trình mới trong vai trò những người bảo vệ công lý. Bộ phim đã có buổi ra mắt toàn cầu tại Bangkok, Thái Lan vào ngày 31 tháng 5 năm 2025, với sự góp mặt của Park Bo-gum, Kim So-hyun và Lee Sang-yi. Tác phẩm chính thức lên sóng trên đài JTBC từ ngày 31 tháng 5 năm 2025 đến ngày 20 tháng 7 năm 2025 được phát định kỳ vào thứ Bảy và Chủ Nhật lúc 22:40 (KST). Bộ phim cũng được phát trực tuyến trên nhiều nền tảng, bao gồm Netflix và Disney+ tại Hàn Quốc, cũng như Amazon Prime Video trên toàn cầu.
Bộ phim nhận được đánh giá tích cực từ giới phê bình, nổi bật với nhịp truyện dồn dập, phong cách đạo diễn tinh tế, chất lượng sản xuất ngang tầm bom tấn, nhạc phim cuốn hút và đặc biệt là màn hóa thân xuất sắc của Park Bo-gum trong vai một người hùng đầy cuốn hút và khí chất.

## Tóm tắt
Đối mặt với khó khăn tài chính, sự nghiệp ngắn ngủi, chấn thương và nhiều thách thức khác, những vận động viên đỉnh cao một thời quyết định gia nhập lực lượng cảnh sát đặc biệt. Tại đây, họ cùng nhau lập nên một đội “bất thường” nhưng đầy quyết tâm, sử dụng những kỹ năng đặc biệt từng rèn luyện trên sân đấu để chiến đấu chống lại tội phạm bạo lực.

## Diễn viên

### Diễn viên chính
- Park Bo-gum vau Yoon Dong-ju

Được đặt tên theo nhà thơ nổi tiếng của Hàn Quốc, Dong-ju lại có một cuộc sống trái ngược hoàn toàn với ý nghĩa cao quý mà cái tên mang lại, suốt thời đi học, cậu luôn vướng vào những trận ẩu đả. Tuy nhiên, cũng chính từ những lần đánh nhau đó, Dong-ju dần học được kỹ năng quyền anh bài bản, mở ra con đường trở thành võ sĩ chuyên nghiệp và cuối cùng giành được huy chương vàng quốc tế. Đáng tiếc, ánh hào quang ấy nhanh chóng vụt tắt khi Dong-ju bị loại khỏi đội tuyển quyền anh một cách oan uổng. Thế nhưng, một cánh cửa mới lại mở ra khi anh có cơ hội trở thành cảnh sát thông qua chương trình tuyển dụng đặc biệt. Đây cũng chính là khởi đầu cho một hành trình hoàn toàn mới của Dong-ju.
- Kim So-hyun vai Ji Han-na

Ngay từ thời trung học, Han-na đã nổi danh là thiên tài bắn súng, cô làm khuynh đảo các giải vô địch thế giới bằng khả năng ngắm bắn chính xác đến kinh ngạc, trở thành thần tượng trong mắt bao người. Thế nhưng, ánh hào quang ấy dần lu mờ khi cô liên tục hứng chịu chỉ trích và những hiểu lầm chồng chất. Sự tổn thương tinh thần khiến Han-na thu mình lại, dần đánh mất niềm tin vào thế giới xung quanh. Đỉnh điểm là tại khoảnh khắc quan trọng nhất của sự nghiệp, cô không thể giữ được sự tập trung, sự thất bại ấy buộc Han-na phải từ giã sàn đấu khi còn quá nhiều tiếc nuối. Không chấp nhận gục ngã, cô quyết định bắt đầu lại từ đầu bằng cách đăng ký chương trình tuyển dụng đặc biệt vào lực lượng cảnh sát, ấp ủ giấc mơ tiếp bước người cha năm xưa, một cảnh sát tận tâm và mẫu mực.
- Oh Jung-se vai Min Ju-yeong

Là một công chức cấp 7 thuộc Cục Hải quan Hàn Quốc, anh từng được tuyên dương bởi chính ủy viên ngành nhờ sự chăm chỉ và tận tụy. Thế nhưng, sau nụ cười hiền lành và vẻ ngoài ôn hòa ấy lại ẩn giấu một khát khao lớn lao mà không phải ai cũng nhận ra.
- Lee Sang-yi vai Kim Jong-hyeon

Từng là một vận động viên đấu kiếm giành huy chương bạc, Jong-hyeon đã nỗ lực không ngừng để tốt nghiệp học viện cảnh sát, tất cả chỉ vì một mong muốn duy nhất là được gặp lại Han-na người bạn gái cũ của anh.
- Heo Sung-tae vai Ko Man-sik

Từng giành huy chương đồng ở bộ môn đấu vật, anh giờ đây là đội trưởng của lực lượng cảnh sát đặc biệt, một thủ lĩnh điềm tĩnh nhưng đầy uy lực. Những năm tháng khổ luyện trên sàn đấu không chỉ rèn giũa thể lực và ý chí, mà còn hun đúc nên bản lĩnh, sự nhạy bén và kỹ năng thực chiến, tất cả giờ đây trở thành nền tảng vững chắc giúp anh dẫn dắt đồng đội vượt qua mọi thử thách.
- Tae Won-seok vai Shin Jae-hong

Một “người khổng lồ hiền lành”, anh từng do dự khi gia nhập đội cảnh sát đặc biệt dù là vận động viên ném đĩa từng giành huy chương đồng. Thế nhưng, chính sự khiêm nhường ấy cùng sức mạnh phi thường đã trở thành điểm sáng đầy bất ngờ của cả đội.

### Diễn viên phụ

#### Sở Cảnh sát và Viện Kiểm sát
- Kim Eung-soo vai Jo Pan-Yeol

Ủy viên Cảnh sát.
- Seo Hyun-chul vai Hwang Gyeong-cheol

Trưởng cục cảnh sát, người có mối quan hệ thân thiết với Man-sik.
- Kim Seo-kyung vai Kim Seok-Hyeon

Là một kiểm sát viên và cũng là anh trai của Jong-hyeon.
- Park Chul-min vai Kim Geum-nam

Chủ tiệm cầm đồ đồng thời là tay trong của cảnh sát.

#### Đường dây tội phạm và Băng đảng
- Lee Ho-jung vai Kim Yeon-ha

Còn được biết đến với biệt danh "Ma quỷ".
- Ko Jun vai Leo

Một ông trùm mafia khét tiếng mang hai dòng máu Hàn – Nga
- Ahn Se-ho vai Baek Seok-chun[9]
- Jung Man-sik vai Oh Jong-gu

Một cựu huấn luyện viên quyền anh quốc gia, hiện là người đứng đầu công ty an ninh J9 Security.
- Kang Gil-woo vai Lee Sang-gon

Thủ lĩnh băng Golden Bunny, tổ chức tội phạm khét tiếng đang thống trị thành phố Insung.
- Yoo In-soo vai Bagboy[11]

#### Những người xung quanh Đội Điều tra Tội phạm Đặc biệt
- Seo Jeong-yeon vai Jeong Mi-ja

Chủ tiệm mì Gyeongil.
- Seo Jae-hee vai Jin Gyeong-sook

Mẹ của Han-na, một nhân viên tư vấn bảo hiểm.
- Choi Myung-bin vai Ko Jung-a

Con gái của Man-sik.

### Khách mời đặc biệt
- Lee Jung-ha vai Lee Kyung-il

Cựu võ sĩ quyền anh
- Choi Woo-jin vai bác sĩ của Sở Cảnh sát[14]
- Lee Ji-hoon vai Lee Hoon

Bác sĩ

## Sản xuất

### Phát triển
Vào tháng 2 năm 2021, Kiện tướng (Good Boy) được công bố là một trong những dự án thuộc danh sách phim truyền hình của Studio&NEW, với kịch bản do Lee Dae-il biên kịch, người từng viết nên các tác phẩm nổi bật như Life on Mars (2018) và Chief of Staff (2019). Quá trình sản xuất được thực hiện bởi SLL, Studio&NEW và Drama House Studio. Đến năm 2023, Shim Na-yeon, nữ đạo diễn đứng sau thành công của Beyond Evil (2021) và The Good Bad Mother (2023) – chính thức đảm nhận vai trò đạo diễn cho bộ phim.

### Casting
Tháng 7 năm 2023, Park Bo-gum và Oh Jung-se được truyền thông đưa tin sẽ đảm nhận vai chính trong dự án phim truyền hình mới. Chỉ một tháng sau, đến tháng 8, Kim So-hyun cũng được cho là đã tham gia vào dàn diễn viên, khiến người hâm mộ vô cùng mong đợi màn kết hợp đáng chú ý này. Đến tháng 1 năm 2024, Park Bo-gum và Kim So-hyun chính thức xác nhận sẽ đảm nhận hai vai chính. Sau đó, vào tháng 7 năm 2024, các diễn viên Oh Jung-se, Lee Sang-yi, Heo Sung-tae và Tae Won-seok cũng được xác nhận tham gia dự án.

### Quay phim
Vào ngày 21 tháng 3 năm 2024, dàn diễn viên cùng ê-kíp sản xuất đã có buổi đọc kịch bản đầu tiên, đánh dấu bước khởi đầu chính thức cho dự án. Quá trình ghi hình bắt đầu ngay trong tháng đó. Tuy nhiên, vào ngày 28 tháng 8 năm 2024, quá trình quay phim buộc phải tạm ngừng khi Park Bo-gum gặp chấn thương nhẹ ở chân trong lúc thực hiện một cảnh hành động tại Busan. Anh nhanh chóng được chuyển về Seoul để điều trị tại bệnh viện, khiến lịch quay phải điều chỉnh tạm thời.

### Quảng bá
Để quảng bá cho bộ phim, Park Bo-gum bất ngờ xuất hiện trong bản tin thời sự buổi tối Newsroom của JTBC và đảm nhận vai trò người đọc bản tin thời tiết vào ngày 26 tháng 5 năm 2025. Kim So-hyun và Lee Sang-yi cũng lần lượt tham gia đọc thời tiết trong hai ngày tiếp theo. Ngoài ra, Lee Sang-yi và Heo Sung-tae còn góp mặt với vai trò khách mời trong tập 12 của chương trình talkshow âm nhạc đêm khuya The Seasons: Park Bo-gum's Cantabile do chính Park Bo-gum làm MC.

### Sách
Bộ sách kịch bản gồm hai tập sẽ được phát hành vào ngày 18 tháng 8 năm 2025. Ấn phẩm bao gồm kịch bản gốc chưa qua chỉnh sửa của biên kịch Lee Dae-il, kèm theo các báo cáo điều tra, phác thảo vụ án và mô tả chi tiết về các đạo cụ xuất hiện trong phim. Ngoài ra, sách còn hé lộ 22 trang giới thiệu nhân vật chưa từng được công bố cùng các thẻ hồ sơ nhân sự từ Cục Cảnh sát Quốc gia và Cục Hải quan.

## Nhạc phim
Nhạc phim gốc của Kiện tướng (Good Boy) do giám đốc âm nhạc là Heo Sung-jin chỉ đạo dưới sự phân phối của Warner Music Korea. Góp mặt trong album là dàn nghệ sĩ đình đám như MAX, Young K (Day6), Hynn, TWS, George, Junny và Katseye. Nam chính Park Bo-gum cũng tham gia vào album nhạc cho phần 7 của soundtrack mang tên "Waterfall" phát hành vào ngày 13 tháng 7 năm 2025.

### Phần 1
| Phát hành ngày 1 tháng 6 năm 2025 | Phát hành ngày 1 tháng 6 năm 2025 | Phát hành ngày 1 tháng 6 năm 2025        | Phát hành ngày 1 tháng 6 năm 2025              | Phát hành ngày 1 tháng 6 năm 2025 | Phát hành ngày 1 tháng 6 năm 2025 |
| STT                               | Nhan đề                           | Phổ lời                                  | Phổ nhạc                                       | Nghệ sĩ                           | Thời lượng                        |
| --------------------------------- | --------------------------------- | ---------------------------------------- | ---------------------------------------------- | --------------------------------- | --------------------------------- |
| 1.                                | "Get in the Ring"                 | Heo Seong-jin Andreas Öhrn Jimmy Claeson | Diori Andreas Öhrn Jimmy Claeson               | Max                               | 3:50                              |
| 2.                                | "Get in the Ring" (Inst.)         |                                          | Heo Seong-jin Diori Andreas Öhrn Jimmy Claeson |                                   | 3:50                              |
| Tổng thời lượng:                  | Tổng thời lượng:                  | Tổng thời lượng:                         | Tổng thời lượng:                               | Tổng thời lượng:                  | 7:40                              |

### Phần 2
| Phát hành ngày 8 tháng 6 năm 2025 | Phát hành ngày 8 tháng 6 năm 2025           | Phát hành ngày 8 tháng 6 năm 2025 | Phát hành ngày 8 tháng 6 năm 2025 | Phát hành ngày 8 tháng 6 năm 2025 | Phát hành ngày 8 tháng 6 năm 2025 |
| STT                               | Nhan đề                                     | Phổ lời                           | Phổ nhạc                          | Nghệ sĩ                           | Thời lượng                        |
| --------------------------------- | ------------------------------------------- | --------------------------------- | --------------------------------- | --------------------------------- | --------------------------------- |
| 1.                                | "Love Will Find a Way" (나무가 될게)        | Heo Seong-jin Son Jeong-hyeok     | Heo Seong-jin DUNK MLC            | Young K                           | 3:43                              |
| 2.                                | "Love Will Find a Way" (나무가 될게; Inst.) |                                   | Heo Seong-jin DUNK MLC            |                                   | 3:43                              |
| Tổng thời lượng:                  | Tổng thời lượng:                            | Tổng thời lượng:                  | Tổng thời lượng:                  | Tổng thời lượng:                  | 7:26                              |

### Phần 3
| Phát hành ngày 14 tháng 6 năm 2025 | Phát hành ngày 14 tháng 6 năm 2025          | Phát hành ngày 14 tháng 6 năm 2025    | Phát hành ngày 14 tháng 6 năm 2025    | Phát hành ngày 14 tháng 6 năm 2025 | Phát hành ngày 14 tháng 6 năm 2025 |
| STT                                | Nhan đề                                     | Phổ lời                               | Phổ nhạc                              | Nghệ sĩ                            | Thời lượng                         |
| ---------------------------------- | ------------------------------------------- | ------------------------------------- | ------------------------------------- | ---------------------------------- | ---------------------------------- |
| 1.                                 | "With Your Love" (날 안아, 사랑으로)        | Heo Seong-jin Lee So-won Kim Mi-kyung | Heo Seong-jin Lee So-won Kim Mi-kyung | Hynn                               | 3:55                               |
| 2.                                 | "With Your Love" (날 안아, 사랑으로; Inst.) |                                       | Heo Seong-jin Lee So-won Kim Mi-kyung |                                    | 3:55                               |
| Tổng thời lượng:                   | Tổng thời lượng:                            | Tổng thời lượng:                      | Tổng thời lượng:                      | Tổng thời lượng:                   | 7:10                               |

### Phần 4
| Phát hành ngày 22 tháng 6 năm 2025 | Phát hành ngày 22 tháng 6 năm 2025 | Phát hành ngày 22 tháng 6 năm 2025 | Phát hành ngày 22 tháng 6 năm 2025 | Phát hành ngày 22 tháng 6 năm 2025 | Phát hành ngày 22 tháng 6 năm 2025 |
| STT                                | Nhan đề                            | Phổ lời                            | Phổ nhạc                           | Nghệ sĩ                            | Thời lượng                         |
| ---------------------------------- | ---------------------------------- | ---------------------------------- | ---------------------------------- | ---------------------------------- | ---------------------------------- |
| 1.                                 | "Brand New Day"                    | Heo Seong-jin                      | Heo Seong-jin DUNK David Simon     | TWS                                | 3:26                               |
| 2.                                 | "Brand New Day" (Inst.)            |                                    | Heo Seong-jin DUNK David Simon     |                                    | 3:26                               |
| Tổng thời lượng:                   | Tổng thời lượng:                   | Tổng thời lượng:                   | Tổng thời lượng:                   | Tổng thời lượng:                   | 6:52                               |

### Phần 5
| Phát hành ngày 29 tháng 6 năm 2025 | Phát hành ngày 29 tháng 6 năm 2025 | Phát hành ngày 29 tháng 6 năm 2025 | Phát hành ngày 29 tháng 6 năm 2025    | Phát hành ngày 29 tháng 6 năm 2025 | Phát hành ngày 29 tháng 6 năm 2025 |
| STT                                | Nhan đề                            | Phổ lời                            | Phổ nhạc                              | Nghệ sĩ                            | Thời lượng                         |
| ---------------------------------- | ---------------------------------- | ---------------------------------- | ------------------------------------- | ---------------------------------- | ---------------------------------- |
| 1.                                 | "All Alone"                        | Heo Seong-jin Jang Da-in           | Heo Seong-jin Chris Wahle Ryan Lawrie | George                             | 4:24                               |
| 2.                                 | "All Alone" (Inst.)                |                                    | Heo Seong-jin Chris Wahle Ryan Lawrie |                                    | 4:24                               |
| Tổng thời lượng:                   | Tổng thời lượng:                   | Tổng thời lượng:                   | Tổng thời lượng:                      | Tổng thời lượng:                   | 8:48                               |

### Phần 6
| Phát hành ngày 6 tháng 7 năm 2025 | Phát hành ngày 6 tháng 7 năm 2025 | Phát hành ngày 6 tháng 7 năm 2025      | Phát hành ngày 6 tháng 7 năm 2025           | Phát hành ngày 6 tháng 7 năm 2025 | Phát hành ngày 6 tháng 7 năm 2025 |
| STT                               | Nhan đề                           | Phổ lời                                | Phổ nhạc                                    | Nghệ sĩ                           | Thời lượng                        |
| --------------------------------- | --------------------------------- | -------------------------------------- | ------------------------------------------- | --------------------------------- | --------------------------------- |
| 1.                                | "Time Lapse"                      | Heo Seong-jin Erik Lidbom Gustav Mared | Heo Seong-jin DUNK Erik Lidbom Gustav Mared | Junny                             | 3:22                              |
| 2.                                | "Time Lapse" (Inst.)              |                                        | Heo Seong-jin DUNK Erik Lidbom Gustav Mared |                                   | 3:22                              |
| 3.                                | "Time Lapse (English Version)"    | Erik Lidbom Gustav Mared               | Heo Seong-jin DUNK Erik Lidbom Gustav Mared | Junny                             | 3:22                              |
| 4.                                | "Time Lapse"                      | Heo Seong-jin Erik Lidbom Gustav Mared | Heo Seong-jin DUNK Erik Lidbom Gustav Mared | Katseye                           | 3:19                              |
| 5.                                | "Time Lapse" (Inst.)              |                                        | Heo Seong-jin DUNK Erik Lidbom Gustav Mared |                                   | 3:19                              |
| Tổng thời lượng:                  | Tổng thời lượng:                  | Tổng thời lượng:                       | Tổng thời lượng:                            | Tổng thời lượng:                  | 16:04                             |

### Phần 7
| Phát hành ngày 13 tháng 7 năm 2025 | Phát hành ngày 13 tháng 7 năm 2025  | Phát hành ngày 13 tháng 7 năm 2025 | Phát hành ngày 13 tháng 7 năm 2025           | Phát hành ngày 13 tháng 7 năm 2025 | Phát hành ngày 13 tháng 7 năm 2025 |
| STT                                | Nhan đề                             | Phổ lời                            | Phổ nhạc                                     | Nghệ sĩ                            | Thời lượng                         |
| ---------------------------------- | ----------------------------------- | ---------------------------------- | -------------------------------------------- | ---------------------------------- | ---------------------------------- |
| 1.                                 | "Waterfall" (날 찾아가는 길)        | Heo Sung-jin                       | Heo Sung-jin DUNK Andreas Öhrn Jimmy Claeson | Park Bo-gum                        | 3:17                               |
| 2.                                 | "Waterfall" (날 찾아가는 길; Inst.) |                                    | Heo Sung-jin DUNK Andreas Öhrn Jimmy Claeson |                                    | 3:17                               |
| Tổng thời lượng:                   | Tổng thời lượng:                    | Tổng thời lượng:                   | Tổng thời lượng:                             | Tổng thời lượng:                   | 6:34                               |

## Phát hành

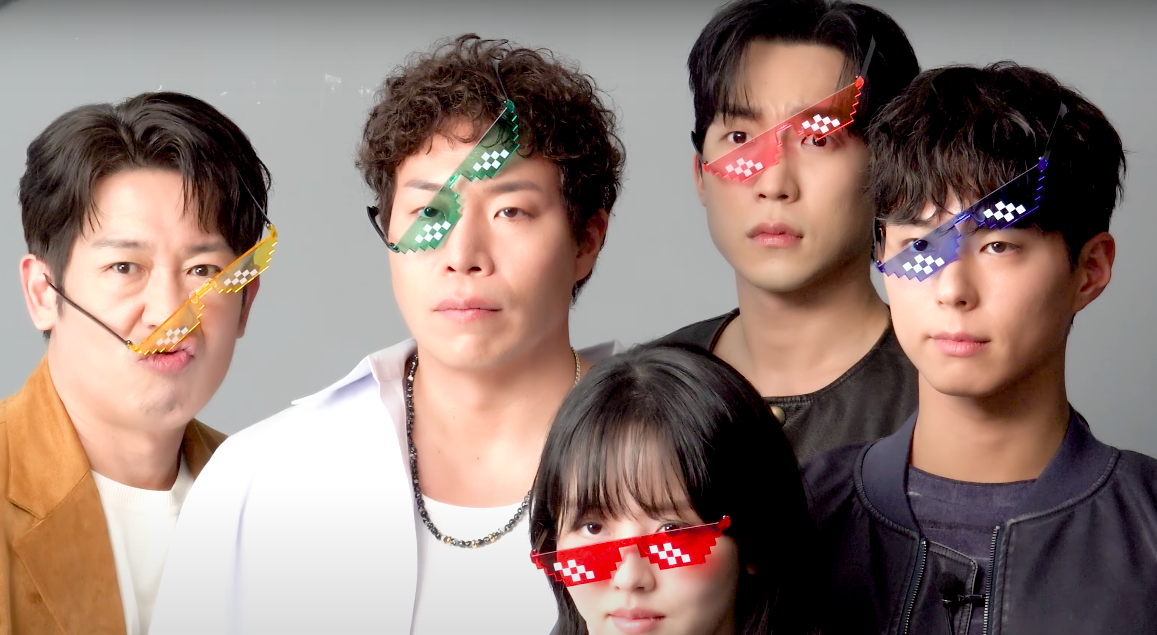
Dàn diễn viên Heo Sung-tae, Tae Won-seok, Kim So-hyun, Lee Sang-yi và Park Bo-gum (từ trái sang phải) tại một sự kiện quảng bá cho bộ phim vào tháng 5 năm 2025.

Bộ phim đã có buổi công chiếu toàn cầu tại Iconsiam (Bangkok, Thái Lan) vào ngày 31 tháng 5 năm 2025, với sự tham dự của các diễn viên chính Park Bo-gum, Kim So-hyun và Lee Sang-yi. Phim phát sóng chính thức định kỳ vào thứ Bảy và Chủ Nhật lúc 22:40 (KST) trên kênh truyền hình JTBC. Tại Hàn Quốc, khán giả có thể theo dõi trực tiếp qua các nền tảng TVING, CHZZK và Coupang Play, đồng thời phát lại theo yêu cầu trên Netflix, Disney+  và Wavve. Trên phạm vi quốc tế, Kiện tướng (Good Boy) được phát sóng độc quyền thông qua Amazon Prime Video tại hơn 240 quốc gia và vùng lãnh thổ.

## Đón nhận

### Đánh giá chuyên môn
The Korea Times dành lời khen cho bộ phim nhờ cách tiếp cận "táo bạo, đậm chất truyện tranh về công lý" thông qua "mạch truyện giàu kịch tính và đầy thỏa mãn". Tờ báo cũng đặc biệt đánh giá cao Park Bo-gum với "sức hút tươi mới" và màn "lột xác ngoạn mục", một bước chuyển mình rõ rệt so với các vai diễn trước đây đã đưa anh trở thành gương mặt quen thuộc với công chúng. Ngoài ra, đạo diễn Shim Na-yeon cũng được ghi nhận nhờ "nhịp phim dồn dập" và "phong cách dàn dựng đầy cá tính". Trong khi đó, Chosun Ilbo ca ngợi sự linh hoạt của Park Bo-gum trong việc thể hiện cả hành động, hài hước lẫn lãng mạn, "dũng cảm phô diễn thể chất" và mang đến một màn trình diễn ấn tượng trong nhiều thể loại.

Park Bo-gum as Yoon Dong-ju

Gulf News nhận định Good Boy là một bộ phim truyền hình lôi cuốn, sở hữu sự sắc sảo về cảm xúc và "nâng tầm trải nghiệm" nhờ nhịp phim đậm chất điện ảnh, cách dựng phim mạnh mẽ, cùng phần nhạc nền dồn dập, giàu kịch tính, tạo nên một tác phẩm mang cảm giác như đang xem một bộ phim điện ảnh thực thụ. Trong khi đó, Screen Rant đánh giá cao cách bộ phim "kết hợp nhuần nhuyễn giữa yếu tố hài hước và hành động", đồng thời vẫn giữ được chiều sâu cảm xúc. Mỗi yếu tố đều "liền mạch và ăn khớp hoàn hảo", từ nhịp điệu của phim, cốt truyện hấp dẫn, cho đến cách mà các diễn viên hóa thân trọn vẹn vào nhân vật.

### Độ phổ biến
Theo báo cáo từ công ty phân tích dữ liệu lớn Good Data Corporation, Park Bo-gum giữ vị trí số 1 về mức độ quan tâm toàn diện (“Most Buzzworthy”) trên cả mảng truyền hình lẫn nền tảng OTT, bao gồm hai hạng mục phim truyền hình và giải trí, trong suốt 7 tuần liên tiếp kể từ khi phim bắt đầu phát sóng, vượt qua toàn bộ dàn diễn viên của Squid Game 3 được phát sóng cùng thời điểm. Ngay từ ba tuần trước khi lên sóng, Kiện tướng đã lọt top 10 bảng xếp hạng mức độ quan tâm của Good Data, nhanh chóng vươn lên dẫn đầu trong ba tuần liền, và duy trì vị trí top 3 trong suốt thời gian phát sóng.
Bộ phim cũng đạt thành tích ấn tượng trong nước lẫn quốc tế, liên tục góp mặt trong top 3 bảng xếp hạng Global Top 10 Shows của Amazon Prime Video trong thời gian phát sóng và kể cả sau khi kết thúc, từng vươn lên vị trí cao nhất là hạng 2. Phim còn lọt top 10 tại nhiều quốc gia trên thế giới, bao gồm cả khu vực Bắc Mỹ, nơi tác phẩm duy nhất không đến từ Mỹ xuất hiện trong danh sách. Tại thị trường trong nước, phim giữ vững ngôi đầu trên Netflix trong nhiều tuần liền và dù chỉ được phát hành giới hạn tại Hàn Quốc, vẫn vươn lên vị trí thứ 9 trong bảng xếp hạng Global Top 10 Series dành cho các phim không nói tiếng Anh của nền tảng này.

### Tỷ suất người xem
| Mùa | Mùa | Số tập | Số tập | Số tập | Số tập | Số tập | Số tập | Số tập | Số tập | Số tập | Số tập | Số tập | Số tập | Số tập | Số tập | Số tập | Số tập | Trung bình |
| Mùa | Mùa | 1      | 2      | 3      | 4      | 5      | 6      | 7      | 8      | 9      | 10     | 11     | 12     | 13     | 14     | 15     | 16     | Trung bình |
| --- | --- | ------ | ------ | ------ | ------ | ------ | ------ | ------ | ------ | ------ | ------ | ------ | ------ | ------ | ------ | ------ | ------ | ---------- |
|     | 1   | 1.169  | 1.320  | 1.436  | 1.426  | 1.489  | 1.564  | 1.565  | 1.595  | 1.403  | 1.559  | 1.349  | 1.370  | 1.715  | 1.725  | 1.588  | 1.998  | 1.517      |

| Tập | Ngày phát sóng           | Tỷ suất người xem trung bình (Nielsen Korea) | Tỷ suất người xem trung bình (Nielsen Korea) |
| Tập | Ngày phát sóng           | Toàn quốc                                    | Seoul                                        |
| --- | ------------------------ | -------------------------------------------- | -------------------------------------------- |
| 1 | Ngày 31 tháng 5 năm 2025 | 4.813% (1st)                                 | 5.744% (1st)                                 |
| 2 | Ngày 1 tháng 6 năm 2025  | 5.251% (1st)                                 | 5.589% (1st)                                 |
| 3 | Ngày 7 tháng 6 năm 2025  | 5.594% (1st)                                 | 5.405% (1st)                                 |
| 4 | Ngày 8 tháng 6 năm 2025  | 5.318% (1st)                                 | 5.784% (1st)                                 |
| 5 | Ngày 14 tháng 6 năm 2025 | 5.940% (1st)                                 | 5.660% (1st)                                 |
| 6 | Ngày 15 tháng 6 năm 2025 | 6.210% (1st)                                 | 5.917% (1st)                                 |
| 7 | Ngày 21 tháng 6 năm 2025 | 6.363% (1st)                                 | 6.076% (1st)                                 |
| 8 | Ngày 22 tháng 6 năm 2025 | 6.423% (1st)                                 | 6.483% (1st)                                 |
| 9 | Ngày 28 tháng 6 năm 2025 | 5.723% (1st)                                 | 5.602% (1st)                                 |
| 10 | Ngày 29 tháng 6 năm 2025 | 6.079% (1st)                                 | 5.987% (1st)                                 |
| 11 | Ngày 5 tháng 7 năm 2025  | 5.443% (1st)                                 | 5.063% (1st)                                 |
| 12 | Ngày 6 tháng 7 năm 2025  | 5.532% (1st)                                 | 4.910% (1st)                                 |
| 13 | Ngày 12 tháng 7 năm 2025 | 6.663% (1st)                                 | 6.487% (1st)                                 |
| 14 | Ngày 13 tháng 7 năm 2025 | 6.642% (1st)                                 | 6.943% (1st)                                 |
| 15 | Ngày 19 tháng 7 năm 2025 | 6.616% (1st)                                 | 6.308% (1st)                                 |
| 16 | Ngày 20 tháng 7 năm 2025 | 8.125% (1st)                                 | 7.702% (1st)                                 |
| Trung bình | Trung bình               | 6.046%                                       | 5.979%                                       |
| - Trong bảng trên, số màu xanh đại diện cho xếp hạng thấp nhất và số màu đỏ đại diện cho xếp hạng cao nhất. - Bộ phim này được phát sóng trên kênh truyền hình cáp/truyền hình trả phí nên thường có lượng người xem tương đối thấp hơn so với kênh truyền hình miễn phí/truyền hình công cộng (KBS, SBS, MBC, và EBS). |                          |                                              |                                              |

## Giải thưởng

### Giải thưởng và đề cử
| Tên lễ trao giải                         | Năm  | Hạng mục                          | Người được đề cử | Kết quả      | Ref.   |
| ---------------------------------------- | ---- | --------------------------------- | ---------------- | ------------ | ------ |
| Asia Contents Awards & Global OTT Awards | 2025 | Nam diễn viên chính xuất sắc nhất | Park Bo-gum      | Chưa công bố | [ 59 ] |
| Asia Contents Awards & Global OTT Awards | 2025 | Đạo diễn xuất sắc nhất            | Shim Na-yeon     | Chưa công bố | [ 59 ] |
| Asia Contents Awards & Global OTT Awards | 2025 | Nam diễn viên phụ xuất sắc nhất   | Oh Jung-se       | Chưa công bố | [ 59 ] |

### Danh sách nổi bật
| Nhà xuất bản | Năm  | Danh sách nổi bật                          | Thứ hạng | Ref.   |
| ------------ | ---- | ------------------------------------------ | -------- | ------ |
| GQ India     | 2025 | 10 Favourite Korean Dramas of 2025, So Far | Đi kèm   | [ 60 ] |